# Cercosaura ocellata
Espèce
Synonymes
- Emminia olivacea Gray, 1845
- Cercosaura humilis Peters, 1863

Cercosaura ocellata est une espèce de sauriens de la famille des Gymnophthalmidae.

## Répartition
Cette espèce se rencontre en Colombie, au Venezuela, au Guyana, au Suriname, en Guyane, au Brésil, au Pérou, en Bolivie, au Paraguay et en Argentine.

## Liste des sous-espèces
Selon The Reptile Database (22 décembre 2015) :
- Cercosaura ocellata ocellata Wagler, 1830
- Cercosaura ocellata petersi Ruibal, 1952

## Taxinomie
La  sous-espèce Cercosaura ocellata bassleri a été élevée au rang d'espèce (Cercosaura bassleri) par Torres-Carvajal, Lobos et Venegas en 2015.

## Publications originales
- Ruibal, 1952 : Revisionary notes of some South American Teiidae. Bulletin of the Museum of Comparative Zoology at Harvard College, n. 106, p. 477-529 (texte intégral).
- Wagler, 1830 : Natürliches System der Amphibien : mit vorangehender Classification der Säugethiere und Vögel : ein Beitrag zur vergleichenden Zoologie. München p. 1-354 (texte intégral).